# Championnat d'Israël de football 1988-1989
Navigation
Championnat d'Israël 1987-1988 Championnat d'Israël 1989-1990
Le Championnat d'Israël de football 1988-1989 est la 37e édition de ce championnat.

## Saison régulière[1]
| Rang | Équipe                 | Pts | J  | G  | N  | P  | Bp | Bc | Diff |
| ---- | ---------------------- | --- | -- | -- | -- | -- | -- | -- | ---- |
| 1    | Maccabi Netanya        | 49  | 26 | 14 | 7  | 5  | 35 | 25 | +10  |
| 2    | Maccabi Haïfa -2       | 47  | 26 | 12 | 13 | 1  | 41 | 16 | +25  |
| 3    | Hapoël Petah-Tikvah -2 | 43  | 26 | 12 | 9  | 5  | 28 | 19 | +9   |
| 4    | Beitar Tel-Aviv        | 39  | 26 | 10 | 9  | 7  | 24 | 22 | +2   |
| 5    | Hapoël Beer-Sheva      | 39  | 26 | 10 | 9  | 7  | 19 | 18 | +1   |
| 6    | Shimshon Tel-Aviv      | 36  | 26 | 8  | 12 | 6  | 35 | 30 | +5   |
| 7    | Hapoël Jérusalem FC -1 | 32  | 26 | 9  | 9  | 8  | 20 | 19 | +1   |
| 8    | Betar Jérusalem        | 32  | 26 | 9  | 5  | 12 | 28 | 31 | -3   |
| 9    | Maccabi Tel-Aviv       | 29  | 26 | 7  | 10 | 9  | 30 | 34 | -4   |
| 10   | Hapoël Kfar Sabah      | 28  | 26 | 6  | 10 | 10 | 21 | 29 | -8   |
| 11   | Hapoël Tsafririm Holon | 25  | 26 | 6  | 9  | 11 | 27 | 28 | -1   |
| 12   | Bnei Yehoudah          | 25  | 26 | 4  | 13 | 9  | 21 | 23 | -2   |
| 13   | Hapoël Tel-Aviv -4     | 22  | 26 | 6  | 8  | 12 | 24 | 37 | -13  |
| 14   | Hapoël Tiberias -2     | 20  | 26 | 5  | 5  | 16 | 20 | 42 | -22  |

## 2etour

### Tour des champions
| Rang | Équipe                 | Pts | J  | G  | N  | P  | Bp | Bc | Diff |
| ---- | ---------------------- | --- | -- | -- | -- | -- | -- | -- | ---- |
| 1    | Maccabi Haïfa -2       | 57  | 31 | 15 | 14 | 2  | 49 | 19 | +30  |
| 2    | Hapoël Petah-Tikvah -2 | 54  | 31 | 15 | 11 | 5  | 36 | 20 | +16  |
| 3    | Maccabi Netanya        | 52  | 31 | 14 | 10 | 7  | 36 | 33 | +3   |
| 4    | Beitar Tel-Aviv        | 48  | 31 | 13 | 9  | 9  | 34 | 27 | +7   |
| 5    | Hapoël Beer-Sheva      | 43  | 31 | 11 | 10 | 10 | 22 | 29 | -7   |
| 6    | Shimshon Tel-Aviv      | 40  | 31 | 9  | 13 | 9  | 28 | 25 | +3   |

|  | Champion |

### Tour des relégués
| Rang | Équipe                 | Pts | J  | G  | N  | P  | Bp | Bc | Diff |
| ---- | ---------------------- | --- | -- | -- | -- | -- | -- | -- | ---- |
| 7    | Hapoël Jérusalem FC -1 | 46  | 33 | 12 | 11 | 10 | 28 | 27 | +1   |
| 8    | Maccabi Tel-Aviv       | 42  | 33 | 11 | 11 | 11 | 44 | 44 | 0    |
| 9    | Betar Jérusalem        | 42  | 33 | 12 | 6  | 15 | 42 | 44 | -2   |
| 10   | Hapoël Kfar Sabah      | 41  | 33 | 10 | 11 | 12 | 33 | 38 | -5   |
| 11   | Bnei Yehoudah          | 38  | 33 | 8  | 14 | 11 | 31 | 29 | +2   |
| 12   | Hapoël Tiberias -2     | 32  | 33 | 9  | 5  | 19 | 31 | 52 | -21  |
| 13   | Hapoël Tsafririm Holon | 28  | 33 | 7  | 9  | 17 | 30 | 39 | -9   |
| 14   | Hapoël Tel-Aviv -4     | 28  | 33 | 8  | 8  | 17 | 33 | 51 | -18  |

|  | Relégué |

## Bilan de la saison
| Tableau d'Honneur                |                 |
| Compétition                      | Vainqueur       |
| Championnat d'Israël de football | Maccabi Haïfa   |
| Coupe d'Israël de football       | Betar Jérusalem |

| Promotions et relégations |                                                        |
| Relégués en Liga Leumit   | Hapoël Tiberias Hapoël Tsafririm Holon Hapoël Tel-Aviv |
| Promus en Ligat ha'Al     | Hapoël Ramat-Gan                                       |